# Uvariopsis vanderystii
Uvariopsis vanderystii är en kirimojaväxtart som beskrevs av Robyns och Jean H.P.A. Ghesquière. Uvariopsis vanderystii ingår i släktet Uvariopsis och familjen kirimojaväxter. IUCN kategoriserar arten globalt som starkt hotad. Inga underarter finns listade i Catalogue of Life.